# Саут Сан Хозе Хилс (Калифорнија)
Саут Сан Хозе Хилс (енгл. South San Jose Hills) насељено је место без административног статуса у америчкој савезној држави Калифорнија.

## Демографија
По попису из 2010. године број становника је 20.551, што је 333 (1,6%) становника више него 2000. године.
| Група             | 2000.          | 2010.          |
| Белци             | 1.450 (7,2%)   | 853 (4,2%)     |
| Афроамериканци    | 376 (1,9%)     | 304 (1,5%)     |
| Азијати           | 1.322 (6,5%)   | 1.649 (8,0%)   |
| Хиспаноамериканци | 16.868 (83,4%) | 17.713 (86,2%) |
| Укупно            | 20.218         | 20.551         |